# Ellicott Stone
Ellicott Stone, auch Ellicott’s Stone, ist ein Grenzstein im nördlichen Mobile County in Alabama. Er wurde am 10. April 1799 von einem amerikanisch-spanischen Vermessungsteam gesetzt. Das länderübergreifende Team wurde von Andrew Ellicott geführt. Der Stein ist seit dem 11. April 1973 im National Register of Historic Places verzeichnet.
Soweit bekannt ist der Stein der einzige noch erhaltene Grenzstein, den Ellicott bei der Vermessung des 31. nördlichen Breitenkreises und damit der Grenze zwischen dem amerikanischen Mississippi-Territorium und dem spanischen Westflorida gesetzt hat. Die Grenze erstreckt sich auf dem Breitenkreis zwischen den Flüssen Mississippi und Chattahoochee, wie es 1795 im Pinckney-Vertrag vereinbart worden war. Ellicott Stone markiert den Referenzpunkt für alle offiziellen Vermessungen in der südlichen Region von Alabama und Mississippi. Er liegt auf dem Schnittpunkt zwischen dem St. Stephens Meridian und der St. Stephens Basislinie.

## Beschreibung
Der Grenzstein ist ein eisenhaltiger ca. 60 cm hoher und 20 cm breiter Sandstein. Er steht nahe dem westlichen Ufer des Mobile River. Auf der nördlichen Seite trägt er die Inschrift: “U.S. Lat. 31, 1799.” Auf der gegenüberliegenden Seite steht: “Dominio De S.M. Carlos IV, Lat. 31, 1799.” (Herrschaftsgebiet seiner Majestät König Karl IV, Lat. 31, 1799).